# Izraelská agora

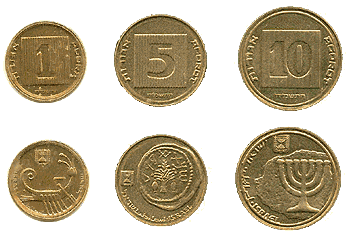
1, 5 a 10 agor (agorot)

Agora (hebrejsky: אגורה, množné číslo: אגורות, agorot) je nižší měnová jednotka v Izraeli. Izraelská měna nový izraelský šekel se dělí na 100 agor. V izraelských dějinách tento název nesly již tři nižší měnové jednotky.

## Historie
Poprvé se název agora objevil v roce 1960, kdy se izraelská vláda rozhodla změnit dělení tehdejší měny – izraelské liry (někdy též izraelské libry) – z 1000 prutot na 100 agor. Navrhla jej Akademie hebrejského jazyka a pochází z Tanachu, konkrétně z verše 1. knihy Samuelovy 2:36, který praví: „Každý pak, kdo zbude v tvém domě, přijde se mu poklonit kvůli kousku stříbra a bochníku (…),“ přičemž v hebrejštině má výraz „kousek stříbra“ tvar agorat kesef.
V roce 1980 pak byla izraelská lira zrušena a nahrazena šekelem v poměru 10 lir za 1 šekel. Nižší jednotka nové měny se jmenovala nová agora (agora chadaša) a 1 šekel se dělil na 100 agor. V důsledku vysoké inflace izraelská vláda již po pěti letech opět přistoupila ke změně měny, tentokráte z šekelu na nový šekel, při směně 1000 šekelů za 1 nový šekel. Agora se opět stala nižší měnovou jednotkou, avšak tentokrát bez přídomku „nová“, aby nedošlo k záměně s bývalou nižší měnovou jednotkou, která již nebyla v oběhu.
V současnosti existují mince 10 a 50 agor (agorot). Do 1. dubna 1991 byla v oběhu mince o nominální hodnotě 1 agory a do 1. ledna 2008 mince o nominální hodnotě 5 agor. Izraelská národní banka se je však rozhodla stáhnout z oběhu, neboť náklady na jejich výrobu značně přesahovaly jejich hodnotu. Při platbě v hotovosti je suma zaokrouhlována na nejbližší násobek 10 agor.